# Основной (Могилёвская область)
Основной (бел. Асноўны) — посёлок в составе Лебедянковского сельсовета Белыничского района Могилёвской области Республики Беларусь.

## Население
- 2010 год — 8 человек